# Artemisia alpina
Artemisia alpina là một loài thực vật có hoa trong họ Cúc. Loài này được Pall. ex Willd. mô tả khoa học đầu tiên năm 1803.